# Hermanfrid de Thuringia
Hermanfrid (sau Hermanifrid, Hermanafrid, Herminafried; în latină, Hermenfredus) a fost ultimul rege independent al tribului germanic al thuringienilor.
Hermanfried a fost unul dintre cei trei fii ai regelui thuringian Bessinus (sau Bisinus) cu regina longobardă (sau saxonă) Menia (sau Basina). Frații săi erau Baderic și Berthar, iar sora sa era Radegunda, care se va căsători cu regele Wacho al longobarzilor.
Hermanfrid a fost căsătorit cu Amalaberga, fiică a Amalafridei care era urmașa regelui Theodemir al ostrogoților, cândva între 507 și 511. Amalberga era de asemenea nepoată a regelui Theodoric cel Mare.
Nu este limpede când anume Hermanfrid a devenit rege, însă el apare în această poziție (ca rex thoringorum) într-o scrisoare a lui Theodoric cel Mare datată în 507. Pentru început, el a împărțit domnia cu frații săi Baderic și Bertachar, însă ulterior l-a ucis pe Bertachar într-o bătălie din 529, lăsând-o orfană pe fiica acestuia, Radegunda.
Potrivit cronicii lui Grigore din Tours, Amalaberga l-ar fi incitat pe Hermanfrid împotriva celuilalt frate rămas, Baderich. Se spune că la un moment dat ea ar fi acoperit masa cu merinde doar pe jumătate, iar când a fost întrebată din ce motic a făcut aceasta, i-ar fi răspuns lui Hermanfrid: "Un rege care stăpânește doar jumătate din regatul său merită doar jumătate de masă." Stârnit de aceasta, Hermanfrid a încheiat un acord cu regele franci din Metz, Theuderic I, pentru a-l ataca pe Baderic. Acesta din urmă a fost înfrânt de către franci și decapitat, însă Hermanfrid a refuzat să își îndeplinească obligațiile față de Theuderic, fapt care a condus la dușmănia dintre cei doi regi.
În 531 sau 532, Theuderic, alături de fiul său Theudebert I și de fratele său, regele Chlothar I din Soissons i-a atacat pe thuringieni. Francii au obținut victoria într-o bătălie în apropiere de râul Unstrut, cucerind sediul regal de la Scithingi (astăzi, Burgscheidungen). Hermanfrid a reușit să scape cu fuga, însă francii au capturat-o pe nepoata sa Radegunda , fiica lui Berthar.
Theuderic i-a acordat lui Hermanfrid liberă trecere, i-a solicitat să se deplaseze până la Zülpich și i-a promis numeroase cadouri. În timp ce Hermanfrid discuta cu Theuderic, a fost împins de către un necunoscut de pe zidurile orașului Zülpich și a murit. Grigore din Tours menționează că sunt unii care se aventurează să sugereze că Theuderic ar fi putut avea legătură cu acest fapt.
Radegunda a fost apoi nevoită să ia de soț pe regele Clotar I, în vreme ce soția lui Hermanfrid, Amalaberga a fugit în teritoriul ostrogoților, ducând acolo și pe copiii ei, Amalafrid și Rodelinda. Amalaberga a fost ulterior capturată de către generalui bizantin Belisarie și trimisă la Constantinopol, în timp ce Amalafrid va deveni general iomperial, iar Rodelinda se va căsători cu regele Audoin al longobarzilor.
Regatul thuringian a luat sfârșit odată cu Hermanfrid. Regiunea de la răsărit de râul Saale a fost preluată de către triburile slave, iar nordul Thuringiei de către saxoni.
Stingerea dinastiei thuringiene a devenit subiectul a numeroase opere epice, cea mai cunoscută fiind Rerum gestarum saxonicarum libri tres a lui Widukind de Corvey, un mit al întemeierilor saxone scris în 967.

## Referitor la surse
Principala sursă pentru această perioadă este cronica lui Grigore din Tours, care însă prezintă punctul de vedere al francilor.
Cronica lui Widukind este scrisă mult mai târziu și are în mod clar încorporată o componentă mitică. Procopius din Cezareea menționează evenimentele doar în treacăt și doar în măsura în care se referă la Italia.